# Svatopluk Potáč
Svatopluk Potáč (* 24. März 1925 in Tupec, Okres Přerov; † 5. September 2014) war ein tschechoslowakischer Wirtschaftswissenschaftler und Politiker der Kommunistischen Partei der Tschechoslowakei KSČ (Komunistická strana Československa), der unter anderem zwischen 1971 und 1981 Präsident der Tschechoslowakischen Staatsbank (Státní banka československá) sowie von 1981 bis 1988 Vize-Ministerpräsident und Vorsitzender der Staatlichen Planungskommission war. Im Anschluss war er zwischen 1988 und 1989 abermals Präsident der Staatsbank.

## Leben
Svatopluk Potáč war nach einer Berufsausbildung als Elektromechaniker beim Bata-Werk in Zlín tätig und arbeitete dort zuletzt als Kontrolleur. Nachdem er 1951 die Zentrale Arbeiterschule der Staatsbank SBČS (Státní banka československá) absolviert hatte, wurde er bereits 1952 Leiter der dortigen Abteilung Energie der Hauptabteilung Schwerindustrie. 1955 erfolgte seine Ernennung zum Direktor für Planung und Wirtschaft der SBČS. Daneben absolvierte er ein Studium der Wirtschaftswissenschaften mit dem Schwerpunkt Finanz- und Kreditwirtschaft an der Wirtschaftsuniversität Prag VŠE (Vysoká škola ekonomická), das er 1957 abschloss. Anschließend wurde er 1957 erst Geschäftsführender Direktor sowie 1964 stellvertretender Generaldirektor der Tschechoslowakischen Staatsbank, ehe er zwischen 1969 und 1971 Generaldirektor der Státní banka československá war. In den 1960er Jahren war er zudem als Mitglied des Ausschusses der Staatlichen Planungskommission für die Umsetzung eines neuen Systems und die Bewertung von Experimenten maßgeblich an den Versuchen beteiligt, das tschechoslowakische Bankensystem zu reformieren. 
1971 wurde Potáč nach der Änderung des Gesetzes über die Staatsbank als Nachfolger von Otakar Pohl schließlich zum ersten Mal Präsident der Tschechoslowakischen Staatsbank und bekleidete diese Funktion zehn Jahre lang bis 1981, woraufhin Jan Stejskal ihn ablöste. Nach Beendigung seiner Tätigkeit für die Staatsbank wurde er auf dem XVI. Parteitag (6. bis 10. April 1981) zum Zentralkomitees (ZK) der Kommunistischen Partei der Tschechoslowakei KSČ (Komunistická strana Československa) gewählt, dem er nach seiner Wiederwahl auf dem XVII. Parteitag (24. bis 28. März 1986) bis zum Zusammenbruch des Kommunismus im Zuge der Samtenen Revolution (Sametová revoluce/Nežná revolúcia) am 21. Dezember 1989 angehörte. Am 7. Juni 1981 wurde er auch Mitglied der Bundesversammlung und gehörte in dieser nach seiner Wiederwahl am 24. Mai 1986 bis zum 30. Januar 1990 der Volkskammer (Sněmovna lidu) an, der 200 auf dem gesamten Staatsgebiet der Tschechoslowakei in allgemeinen, gleichen und direkten Wahlen gewählten Abgeordnete angehörten. 
Am 17. Juni 1981 wurde Svatopluk Potáč als stellvertretender Ministerpräsident und Vorsitzender der Staatlichen Planungskommission im Ministerrang in die Regierung Lubomír Štrougal IV berufen und bekleidete diese Funktion auch in der Regierung Lubomír Štrougal V (16. Juni 1986 bis 20. April 1988) sowie der Regierung Lubomír Štrougal VI (21. April 1988 bis 11. Oktober 1988).
Nach seinem Ausscheiden aus der Regierung wurde Potáč als Nachfolger von Jan Stejskal erneut Präsident der Tschechoslowakischen Staatsbank und bekleidete diese Funktion bis 1990, woraufhin Josef Tošovský seine Nachfolge antrat. Schon damals war er geldpolitisch vorsichtig hinsichtlich der Auslandsverschuldung der Tschechoslowakei. 
1990 ging er auf eigenen Wunsch in den Ruhestand und war als Berater tätig. Gemeinsam mit Pavel Tykač, Jan Dienstl und Aleš Tříska gründete er am 18. November 1991 die Motoinvest-Gruppe, die im Jahr 1998 erlosch. Im Verlauf ihrer Existenz wurde Motoinvest zum Synonym für undurchsichtige Finanztransaktionen jenseits gesetzlicher Schranken, insbesondere wegen des „Tunneln“ der von der Firma beherrschten Banken und Unternehmen. Der Chef von Motoinvest, Pavel Tykač, erhielt den Beinamen „Schädling des Kapitalmarkts“.